# Synagoge (Harderwijk)

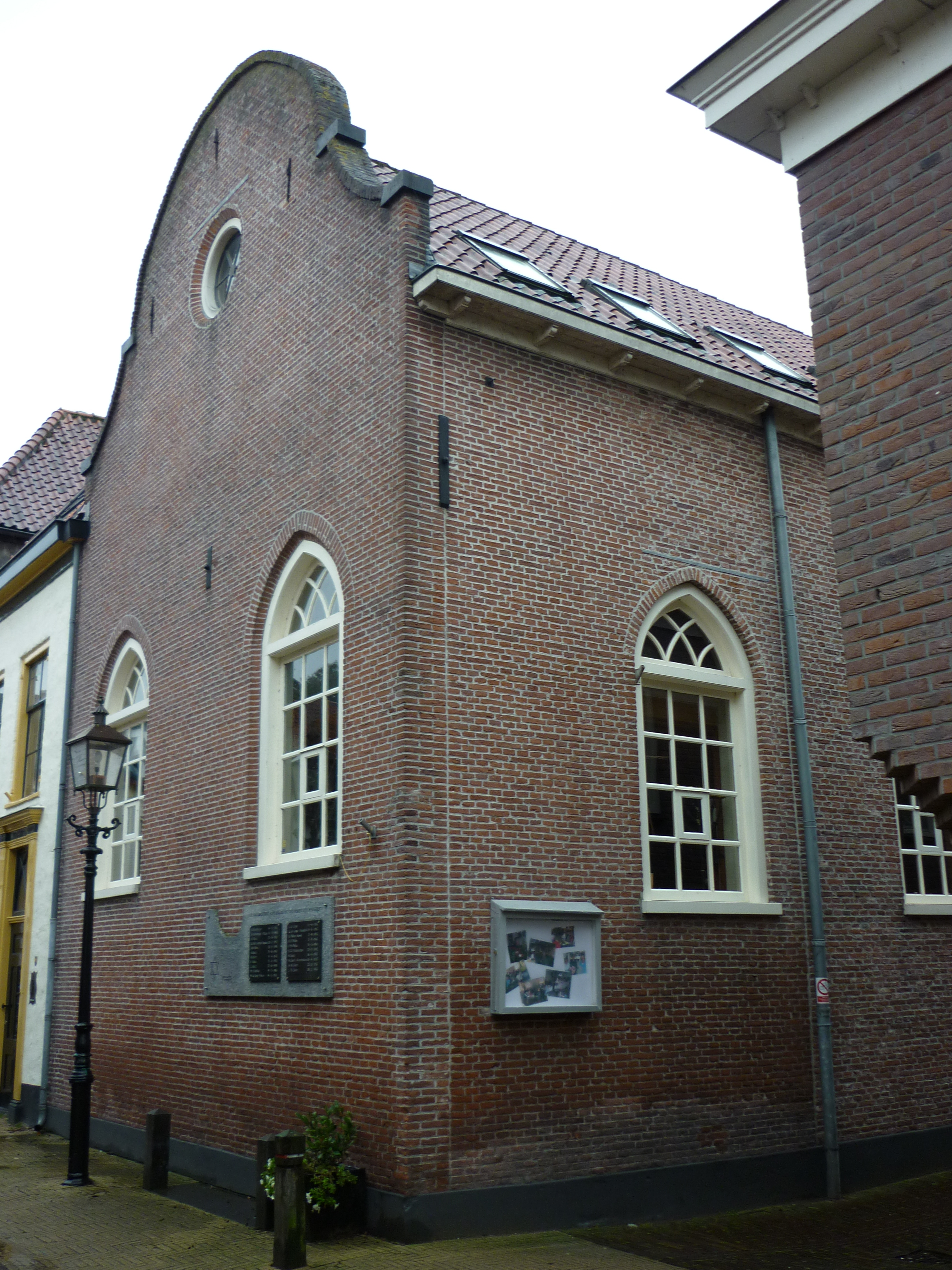
Ehemalige Synagoge in Harderwijk (2010)

Die Synagoge in Harderwijk, einer Stadt in der niederländischen Provinz Gelderland, wurde 1817 errichtet und 1839 erweitert. Die profanierte Synagoge steht am Jodenkerksteeg 1.
Die ersten Juden in Harderwijk sind im Jahr 1590 nachweisbar. Im 17. und 18. Jahrhundert zog die Universität Harderwijk jüdische Studenten vor allem zum Studium der Medizin an. Die Jüdische Gemeinde Harderwijk hatte im Jahr 1869 mit 192 Mitgliedern ihren Höchststand erreicht.
Die jüdischen Bürger von Harderwijk wurden während des Zweiten Weltkriegs von den deutschen Besatzern verfolgt und viele wurden in den Konzentrationslagern ermordet.
Das Synagogengebäude wurde nach 1945 verkauft, es gehört seit 2003 dem Stichting Algemeen Christelijk Jeugdwerk. Seit 2011 ist in der ehemaligen Synagoge eine  Ausstellung zur jüdischen Geschichte in Harderwijk zu sehen.